# دومينغوس مينديز
دومينغوس مينديز (بالبرتغالية: Domingos Mendes) هو منافس ألعاب قوى موزمبيقي، ولد في 10 أغسطس 1961.

## وصلات خارجية
- دومينغوس مينديز على موقع أوليمبيديا (الإنجليزية)